# Hyaliodes
Hyaliodes is een geslacht van wantsen uit de familie van de Miridae (blindwantsen). Het geslacht werd voor het eerst wetenschappelijk beschreven door Odo Reuter in 1876.

## Soorten
Het genus bevat de volgende soorten:

- Hyaliodes beckeri Carvalho, 1953
- Hyaliodes binotatus Carvalho, 1953
- Hyaliodes brevis Knight, 1941
- Hyaliodes costaricensis Carvalho, 1953
- Hyaliodes decoloris (Distant, 1884)
- Hyaliodes ecuadorensis Carvalho & Gomes, 1968
- Hyaliodes glabratus (Distant, 1888)
- Hyaliodes guadalupensis Carvalho, 1985
- Hyaliodes harti Knight, 1941
- Hyaliodes hexapunctatus Carvalho, 1985
- Hyaliodes inca Carvalho, 1955
- Hyaliodes intercallosus Carvalho, 1984
- Hyaliodes litreae (Reed, 1900)
- Hyaliodes mascarenensis Carvalho & Gomes, 1972
- Hyaliodes minensis Carvalho, 1985
- Hyaliodes nani Maldonado, 1969
- Hyaliodes ochraceus Carvalho, 1985
- Hyaliodes peruana Carvalho, 1945
- Hyaliodes roraimensis Carvalho, 1953
- Hyaliodes rubricolor Carvalho, 1985
- Hyaliodes vitreus (Distant, 1884)
- Hyaliodes vitripennis (Say, 1832)
- Hyaliodes vittaticornis Bruner, 1934
- Hyaliodes wygodzinskyi Carvalho, 1945